# Markething
Markething je český internetový projekt a odborné médium, které je spravováno studenty, absolventy a přednášejícími oboru Marketingová komunikace a PR na Institutu komunikačních studií a žurnalistiky Fakulty sociálních věd Univerzity Karlovy v Praze (FSV UK). Přináší aktuální události v oboru, nejnovější výzkumy a vlastní komentáře.

## Redakce a vedení projektu
Garantkou projektu a autorkou jeho názvu a konceptu je PhDr. Denisa Kasl Kollmannová, Ph.D., vedoucí katedry marketingové komunikace a PR na FSV UK. V roce 2012 spolu s ní projekt založili Vojtěch Pohůnek, Štěpán Soukeník, Zuzana Kabelková a Ondřej Pavlů.

## Úspěchy a ocenění
V roce 2012 Markething získal 2. místo v kategorii Studentský projekt soutěže Internet Effectiveness Awards.
Vydavatel: Fakulta sociálních věd Univerzity Karlovy, Smetanovo nábřeží 6, Praha 1. ISSN 1805-4994.